# Maar (Lauterbach)

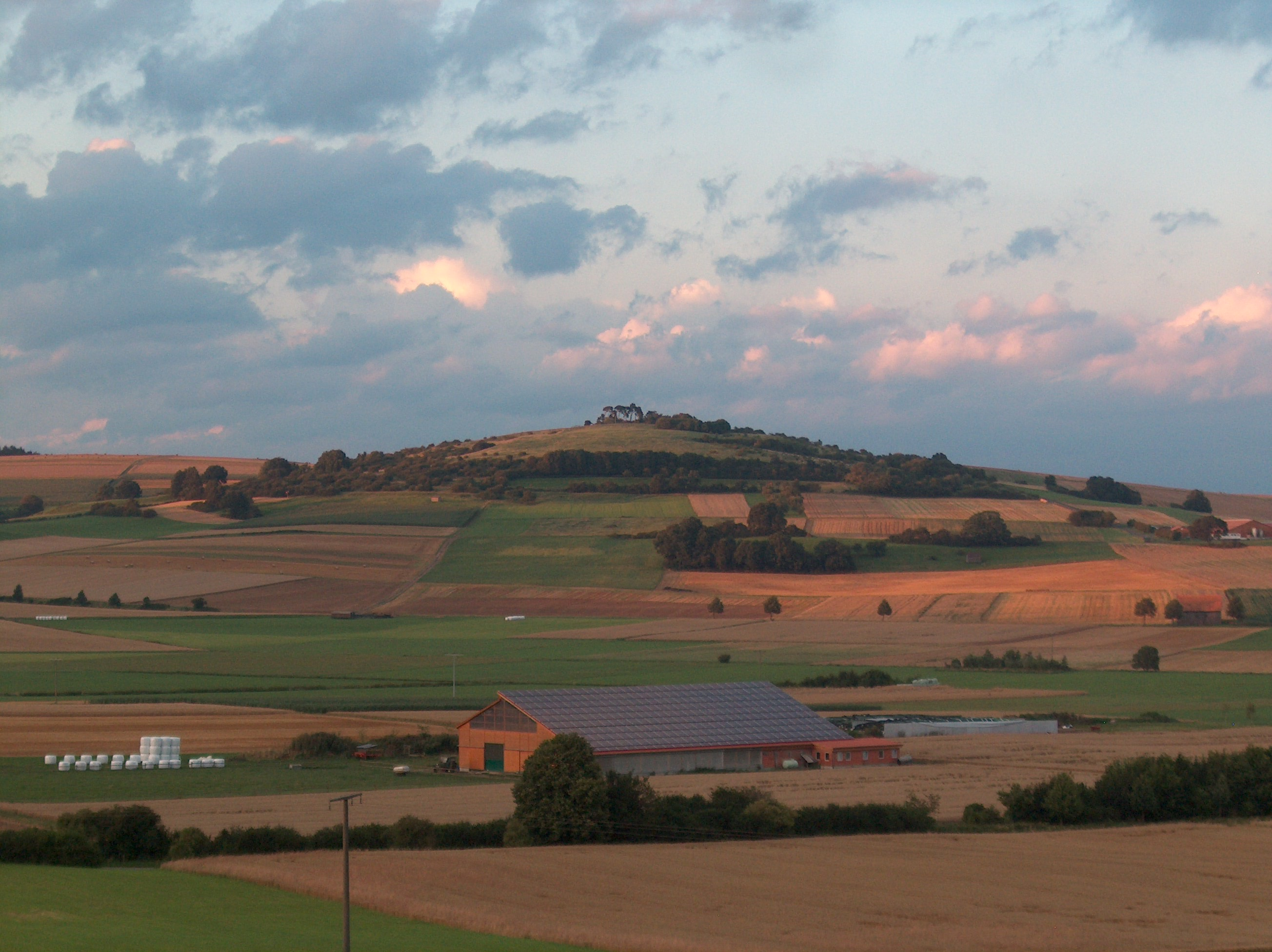
Bilskuppe

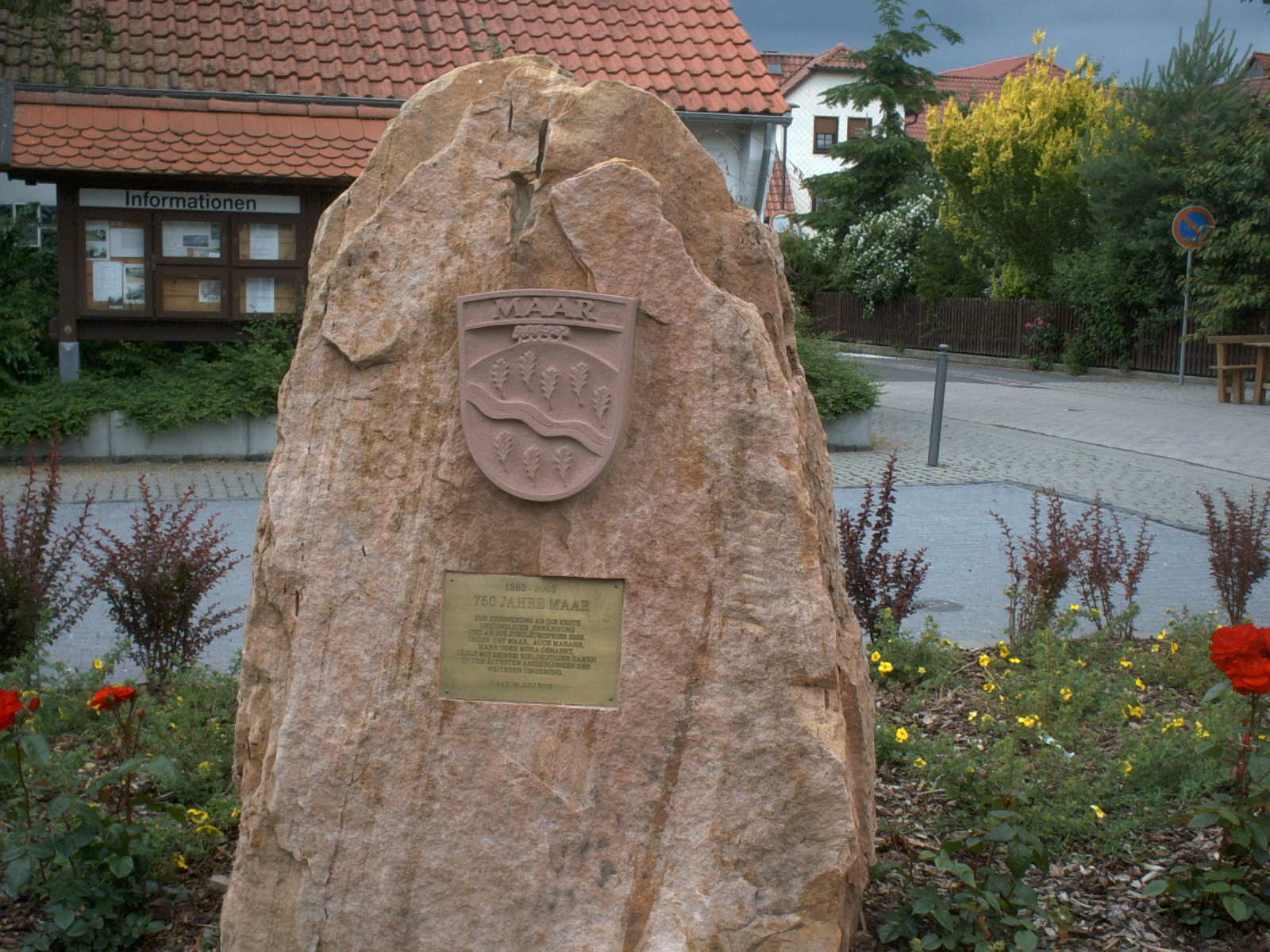
Gedenkstein zur 750-Jahr-Feier mit dem „Määrer“ Wappen

Maar ist nach der Kernstadt der nach Einwohnerzahl größte Stadtteil von Lauterbach (Hessen), der Kreisstadt des mittelhessischen Vogelsbergkreises.

## Geographie
Maar liegt ca. 285–413 m über NN. Der Stadtteil wird von mehreren Hügeln eingerahmt. Die höchsten Erhebungen sind der Hälsberg mit 413 m über NN, die Bilskuppe mit 403 m über NN und der Ossenberg mit 394 m über NN.
Die Bilskuppe, im Volksmund nur Bil genannt, sowie der Ossenberg bestehen aus Basaltgestein. Der Kalkberg besteht dagegen aus Kalkstein. An einigen Stellen ist in der Gemarkung Maar Sand zu finden. Diesem Umstand verdanken die „Määrer“ ihren Spitznamen „Sandhasen“.

## Geschichte

### Ortsnamen und frühe Erwähnungen
Maar wird erstmals im Jahr 1253 urkundlich erwähnt. Der Ortsname „Marahe“ wurde bereits von Karl Wiegand als „Siedlung am Roßbach“ gedeutet. Das Bestimmungswort ist Ahd. „marah“. mhd. „mar“, was Roß bedeutet. Das Grundwort „aha“ verweist auf ein fließendes Gewässer. 1266 wird „Henricus de Maraha“ (Heinrich von Maar) genannt, 1278 „Hermannus de Maraha“. Im 14. Jahrhundert verändert sich der Ortsname zu „Mara“ 1348 heißt es in einer Urkunde: „in dem dorfe tzu Mor.“ Weitere Namensformen sind 1475: „Maer“ und 1580: „zu Mahra“.
Das Alter der Siedlung ist nicht einwandfrei bestimmt.
In der Gemarkung Maar gab es im 13. Jahrhundert mindestens noch sechs weitere Siedlungen: Boln und Meirod. 1315 lautet es in einer Urkunde der Johanniter: „zu Mennarode ... zu Boln“.
Diemerod wird 1341 „Dymenrode“ unter die Dörfer des Gerichts Lauterbach gezählt:„dyse dorff hoten tzu dem gerichte (Lauterbach)“.
Enzenrod wird 1471 als Wüstung genannt: „ein Wustunge heißit Entzingerode“.
Episrot wird der Ort Epsrod 1253 genannt. Immenrode wird 1341 zusammen mit Eppenrod und Enzenrod als Wüstung genannt:„drye wustunge Immerode, Eppenrode und Enzenrode.“ Alle diese Orte sind im 14. Jahrhundert wüst wüst gefallen. Die meisten dieser Orte waren während der Rodungsperiode entstanden.

### Unter den Lehnsherren
Das Dorf befand sich zunächst im Besitz der Herren von Wartenberg, gehörte später dem Grafen von Ziegenhain und danach zum Gebiet der Riedesel. 1806 wurde Maar hessisch. Es war das zweitgrößte Dorf im Altkreis Lauterbach und hatte 1854 schon 1142 Einwohner. Sie waren Bauern, Hintersiedler und Kleinbauern, die auch als Handwerker oder Arbeiter tätig waren. Es gab Sandgruben und Kalköfen.
Die Statistisch-topographisch-historische Beschreibung des Großherzogthums Hessen berichtet 1830 über Maar:

„Maar (L. Bez. Lauterbach) evangel. Pfarrdorf; liegt 1⁄2 St. von Lauterbach, und gehört dem Freiherrn von Riedesel, hat 157 Häuser und 987 Einwohner, die außer 1 Katholiken evangelisch sind. Der Ort, welcher der Sitz des Steuer Commissärs für den Bezirk Lauterbach ist, hat eine Kirche, die 1827 geendigt worden ist, ein Schulhaus und im Walde ein unbewohntes Jägerhaus. In der Gemarkung finden sich Brüche von Kalksteinen, die zu Lauterbach gebrannt werden, so wie Gruben die einen weißen Sand liefern.“

### Nach den Weltkriegen
Auf der Bilkuppe wurde Basalt abgebaut und nach dem Zweiten Weltkrieg zu Schotter verarbeitet. Am westlichen Hang dieser Erhebung lernte die Jugend den Segelflug kennen. 1910 zählte Maar 1178 Einwohner, 1991 waren es rund 1650, im Jahre 2007 über 1800. Viele von ihnen arbeiteten als Weber. Durch den Zuzug vieler Heimatvertriebener stieg die Einwohnerzahl 1948 auf 1805. Neben der großzügig angelegten Hauptstraße mit den vielen Fachwerkhäusern ist die Schulstraße mit ihren Lehrerhäusern im Jugendstil bemerkenswert.
Hessische Gebietsreform (1970–1977)
Im Zuge der Gebietsreform in Hessen wurde 1971 geplant, die Landkreise Alsfeld und Landkreis Lauterbach zusammenzuschließen und anstelle der vielen Einzelgemeinden neue Großgemeinden zu bilden. Die Gemeinde Maar sollte dabei in die Stadt Lauterbach eingegliedert werden. Um die kommunale Selbstständigkeit zu erhalten, wurden aber in Maar Pläne geschmiedet, eine eigene Großgemeinde mit den Ortschaften Maar, Wallenrod, Wernges und Reuters zu gründen. Nachdem diese Pläne jedoch schließlich am Widerstand einzelner Ortschaften gescheitert waren, beschloss die Gemeindevertretung von Maar am 10. August 1971 mit 10 gegen 2 Stimmen, sich zum 31. Dezember 1971 freiwillig der Stadt Lauterbach anzuschließen. Mit diesem Datum endete die Selbstverwaltung der Gemeinde Maar und eine neue Epoche an der Seite der Stadt Lauterbach begann. Am 10. September 1971 schließlich wurde der Grenzänderungs- und Auseinandersetzungsvertrag zwischen der Kreisstadt Lauterbach und der Gemeinde Maar unterzeichnet. Für Maar, wie für die übrigen nach Lauterbach durch die Gebietsreform eingegliederten Gemeinden, wurde ein Ortsbezirk mit Ortsbeirat und Ortsvorsteher eingerichtet.

### Verwaltungsgeschichte im Überblick
Die folgende Liste zeigt die Staaten und Verwaltungseinheiten, denen Maar angehört(e):
- vor 1567: Heiliges Römisches Reich, Oberherrschaft: Landgrafschaft Hessen, Zent Lauterbach der Riedesel Freiherr zu Eisenbach
- ab 1567: Heiliges Römisches Reich, Oberherrschaft: Landgrafschaft Hessen-Marburg, Zent Lauterbach (zur Herrschaft Riedesel)[22]
- 1604–1648: Heiliges Römisches Reich, strittig zwischen Landgrafschaft Hessen-Darmstadt und Landgrafschaft Hessen-Kassel (Hessenkrieg)
- ab 1604: Heiliges Römisches Reich, Landgrafschaft Hessen-Darmstadt, Zent Lauterbach (Freiherren Riedesel zu Eisenbach)[23]
- 1787: Heiliges Römisches Reich, Landgrafschaft Hessen-Darmstadt (Oberfürstentum Hessen), Oberamt Alsfeld, Zent Lauterbach (Freiherren Riedesel zu Eisenbach)
- ab 1806: Großherzogtum Hessen (Souveränitätslande),[Anm. 2] Fürstentum Oberhessen, Zent Lauterbach (zur Herrschaft Riedesel)[24]
- ab 1815: Großherzogtum Hessen (Souveränitätslande), Provinz Oberhessen, Amt Lauterbach (zur Herrschaft Riedesel)
- ab 1821: Großherzogtum Hessen, Provinz Oberhessen, Landratsbezirk Herbstein[Anm. 3]
- ab 1825: Großherzogtum Hessen, Provinz Oberhessen, Umbenennung in Landratsbezirk Lauterbach
- ab 1848: Großherzogtum Hessen, Regierungsbezirk Alsfeld
- ab 1852: Großherzogtum Hessen, Provinz Oberhessen, Kreis Lauterbach
- ab 1867: Norddeutscher Bund,[Anm. 4] Großherzogtum Hessen, Provinz Oberhessen, Kreis Lauterbach
- ab 1871: Deutsches Reich, Großherzogtum Hessen, Provinz Oberhessen, Kreis Lauterbach
- ab 1918: Deutsches Reich, Volksstaat Hessen, Provinz Oberhessen, Kreis Lauterbach
- ab 1938: Deutsches Reich, Volksstaat Hessen, Landkreis Lauterbach[25][Anm. 5]
- ab 1945: Deutsches Reich, Amerikanische Besatzungszone,[Anm. 6] Groß-Hessen, Regierungsbezirk Darmstadt, Landkreis Lauterbach
- ab 1946: Deutsches Reich, Amerikanische Besatzungszone, Hessen, Regierungsbezirk Darmstadt, Landkreis Lauterbach
- ab 1949: Bundesrepublik Deutschland, Hessen, Regierungsbezirk Darmstadt, Landkreis Lauterbach
- ab 1972: Bundesrepublik Deutschland, Hessen, Regierungsbezirk Darmstadt, Vogelsbergkreis, Stadt Lauterbach
- ab 1981: Bundesrepublik Deutschland, Hessen, Regierungsbezirk Gießen, Vogelsbergkreis, Stadt Lauterbach

## Bevölkerung

### Einwohnerstruktur 2011
Nach den Erhebungen des Zensus 2011 lebten am Stichtag dem 9. Mai 2011 in Maar 1623 Einwohner. Darunter waren 30 (1,8 %) Ausländer. Nach dem Lebensalter waren 273 Einwohner unter 18 Jahren, 642 zwischen 18 und 49, 369 zwischen 50 und 64 und 336 Einwohner waren älter. Die Einwohner lebten in 672 Haushalten. Davon waren 174 Singlehaushalte, 207 Paare ohne Kinder und 225 Paare mit Kindern, sowie 51 Alleinerziehende und 18 Wohngemeinschaften. In 144 Haushalten lebten ausschließlich Senioren und in 435 Haushaltungen lebten keine Senioren.

### Einwohnerentwicklung
| • 1806: | 870 Einwohner, 142 Häuser  |
| • 1829: | 987 Einwohner, 157 Häuser  |
| • 1867: | 1083 Einwohner, 162 Häuser |

| Maar: Einwohnerzahlen von 1795 bis 2015 | Maar: Einwohnerzahlen von 1795 bis 2015 | Maar: Einwohnerzahlen von 1795 bis 2015 | Maar: Einwohnerzahlen von 1795 bis 2015 | Maar: Einwohnerzahlen von 1795 bis 2015 |
| --- | --------------------------------------- | --------------------------------------- | --------------------------------------- | --------------------------------------- |
| Jahr |                                         |                                         |                                         | Einwohner                               |
| 1795 | 1795                                    |                                         | 796                                     | 796                                     |
| 1800 | 1800                                    |                                         | 796                                     | 796                                     |
| 1806 | 1806                                    |                                         | 870                                     | 870                                     |
| 1829 | 1829                                    |                                         | 987                                     | 987                                     |
| 1834 | 1834                                    |                                         | 995                                     | 995                                     |
| 1840 | 1840                                    |                                         | 1.031                                   | 1.031                                   |
| 1846 | 1846                                    |                                         | 1.118                                   | 1.118                                   |
| 1852 | 1852                                    |                                         | 1.142                                   | 1.142                                   |
| 1858 | 1858                                    |                                         | 1.145                                   | 1.145                                   |
| 1864 | 1864                                    |                                         | 1.095                                   | 1.095                                   |
| 1871 | 1871                                    |                                         | 1.121                                   | 1.121                                   |
| 1875 | 1875                                    |                                         | 1.100                                   | 1.100                                   |
| 1885 | 1885                                    |                                         | 1.142                                   | 1.142                                   |
| 1895 | 1895                                    |                                         | 1.126                                   | 1.126                                   |
| 1905 | 1905                                    |                                         | 1.175                                   | 1.175                                   |
| 1910 | 1910                                    |                                         | 1.175                                   | 1.175                                   |
| 1925 | 1925                                    |                                         | 1.150                                   | 1.150                                   |
| 1939 | 1939                                    |                                         | 1.289                                   | 1.289                                   |
| 1946 | 1946                                    |                                         | 1.758                                   | 1.758                                   |
| 1950 | 1950                                    |                                         | 1.864                                   | 1.864                                   |
| 1956 | 1956                                    |                                         | 1.659                                   | 1.659                                   |
| 1961 | 1961                                    |                                         | 1.630                                   | 1.630                                   |
| 1967 | 1967                                    |                                         | 1.596                                   | 1.596                                   |
| 1970 | 1970                                    |                                         | 1.602                                   | 1.602                                   |
| 1980 | 1980                                    |                                         | ?                                       | ?                                       |
| 1990 | 1990                                    |                                         | ?                                       | ?                                       |
| 2003 | 2003                                    |                                         | 1.732                                   | 1.732                                   |
| 2005 | 2005                                    |                                         | 1.695                                   | 1.695                                   |
| 2010 | 2010                                    |                                         | 1.641                                   | 1.641                                   |
| 2011 | 2011                                    |                                         | 1.623                                   | 1.623                                   |
| 2015 | 2015                                    |                                         | 1.561                                   | 1.561                                   |
| Datenquelle: Historisches Gemeindeverzeichnis für Hessen: Die Bevölkerung der Gemeinden 1834 bis 1967. Wiesbaden: Hessisches Statistisches Landesamt, 1968. Weitere Quellen: ; Zensus 2011 |                                         |                                         |                                         |                                         |

### Historische Religionszugehörigkeit
| • 1829: | 986 evangelische und ein katholischer Einwohner                      |
| • 1961: | 1384 evangelische (= 84,91 %), 208 katholische (= 12,76 %) Einwohner |

## Politik
Ortsvorsteher
Ortsvorsteher ist Herbert Feick (Stand: Juni 2022).
Städtepartnerschaften
Im Jahre 1968 beschloss die Gemeindevertretung Maar, eine Partnerschaft mit einer französischen Gemeinde anzustreben. Er ergaben sich Kontakte zu Cahuzac-sur-Vère, einer 1100 Einwohner großen Gemeinde inmitten eines großen Weinanbaugebietes, ca. 70 km von Toulouse entfernt. Nach gegenseitigen Besuchen wurde beschlossen, den Beziehungen auch dokumentarisches Gewicht zu geben. Schließlich wurde am 21. November 1971 in einer Feierstunde im Rathaus von Cahuzac die Verschwisterungsurkunde von beiden Bürgermeistern unterzeichnet. Diese Partnerschaft hat bis heute Bestand und wird regelmäßigen Besuchen am Leben gehalten.

## Kultur und Sehenswürdigkeiten

### Bauwerke

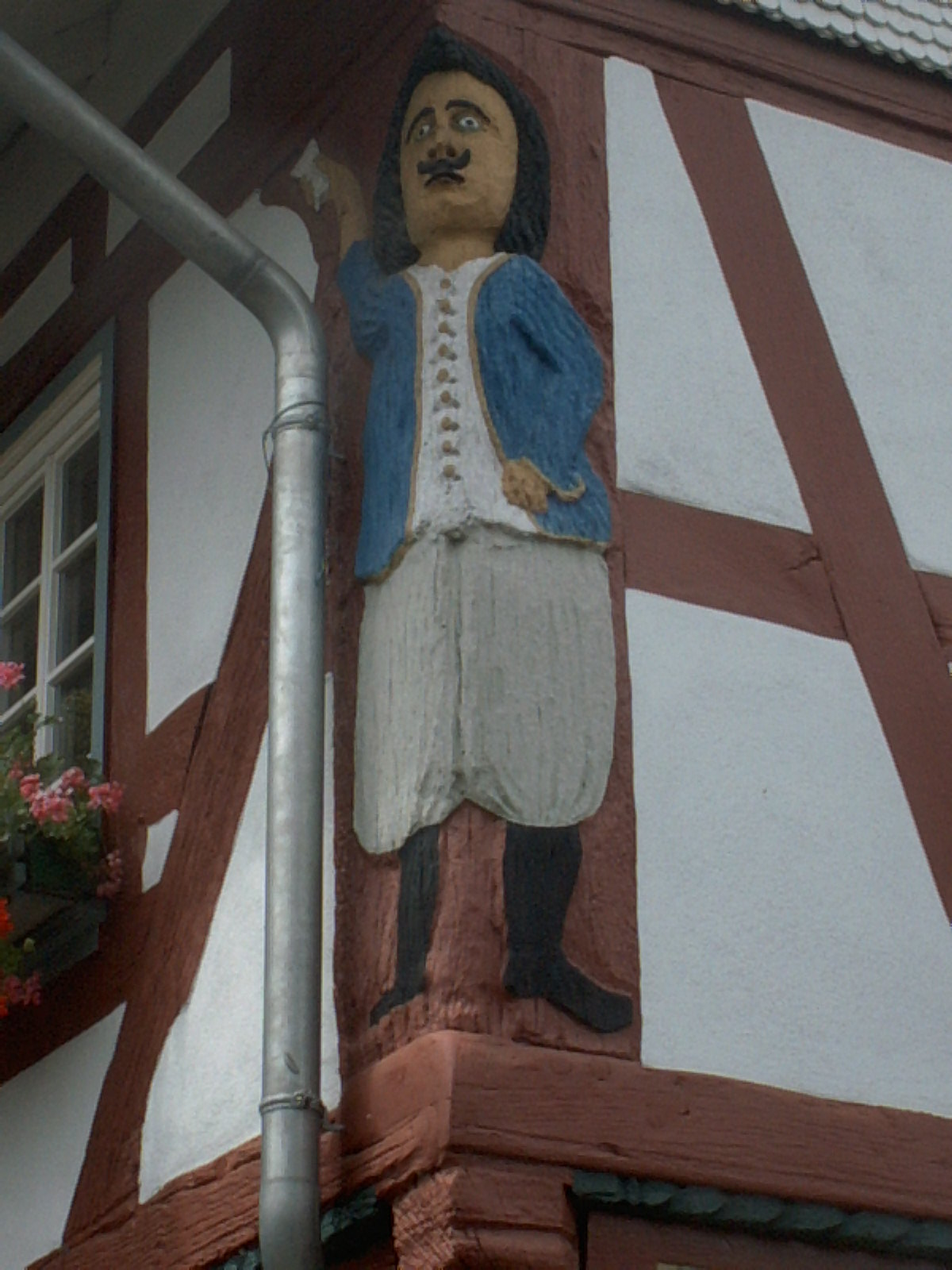
Feldherr Tilly am Rathaus in Maar

#### Michaelskirche
Im Mittelalter ist in Maar eine steinerne Kirche errichtet worden, in der die Lauterbacher Pfarrer oder Kapläne sonntäglich eine Frühmesse hielten. Die Kirche musste 1585 bedeutend vergrößert werden, aber nach 200 Jahren war sie baufällig geworden. 1827 wurde die beeindruckende Michaelskirche nach fast 45-jähriger Bauzeit eingeweiht. Die älteste Glocke Maars, versehen mit der Inschrift der vier Evangelisten, hat alle Kriege überstanden und soll aus dem 14. Jahrhundert stammen. Andere ältere Glocken wurden immer wieder zu Kriegszwecken (Bau von Kanonen) eingeschmolzen.

#### Gemeindewirtshaus
Das Maarer Gemeindewirtshaus existiert seit etwa 1500. Dies geht aus einem Schreiben des Erzbischofs Jakob von Mainz an die Gebrüder Hermann und Theodor Riedesel hervor. Der Wirt des Gemeindewirtshauses hatte das Recht, die Kirmes alleine zu halten. Er hatte dabei aber hohe Ausgaben, musste er doch an Pfarrer, Schultheiß und Lehrer je zwei Maß Wein, Dorfwächter und Hirten je ein Maß Bier und an die Burschen zwei Maß Branntwein ausschenken. Bis 1870 diente das Gemeindewirtshaus dem geselligen Beisammensein und dem Durstlöschen der Maarer. Von da an bis in das Jahr 1968 diente es erst als Schulhaus und dann als Rathaus. Die geschnitzte Figur über der Schultüre soll einen Soldaten darstellen, der vor dem Wirtshaus im Dreißigjährigen Krieg einen Maarer Bauern erschoss und dann auf Befehl des Feldherren Tilly aufgehängt wurde. An der Ecke des Schulhauses ist eine weitere Figur zu sehen, die Tilly selbst darstellen soll.

## Wirtschaft und Infrastruktur

### Verkehr
Maar liegt direkt an der Bundesstraße 254. Die nächste Autobahnauffahrt befindet sich in Alsfeld (A5).

### Bildung
- Gudrun-Pausewang-Schule (Grundschule)